# Pseudotremia amphiorax
Pseudotremia amphiorax är en mångfotingart som beskrevs av Shear 1972. Pseudotremia amphiorax ingår i släktet Pseudotremia och familjen Cleidogonidae. Inga underarter finns listade i Catalogue of Life.